# Estádio Municipal Francisco Lacerda de Aguiar
Estádio Municipal Francisco Lacerda de Aguiar – stadion piłkarski, w Guaçuí, Espírito Santo, Brazylia, na którym swoje mecze rozgrywa klub Sport Club Capixaba.